# Grosseto
Grosseto és un municipi italià, situat a la regió de la Toscana i a la província de Grosseto. L'any 2010 tenia 81.308 habitants.
Limita amb els municipis de Campagnatico, Castiglione della Pescaia, Gavorrano, Magliano in Toscana, Roccastrada i Scansano.
Pertanyen al municipi les frazioni d'Alberese, Batignano, Braccagni, Istia d'Ombrone, Marina di Grosseto, Montepescali, Nomadelfia, Principina a Mare, Principina Terra, Rispescia, i Roselle.

## Fills il·lustres
- Otmar Nussio (1902-1990), compositor i director d'orquestra.

## Galeria

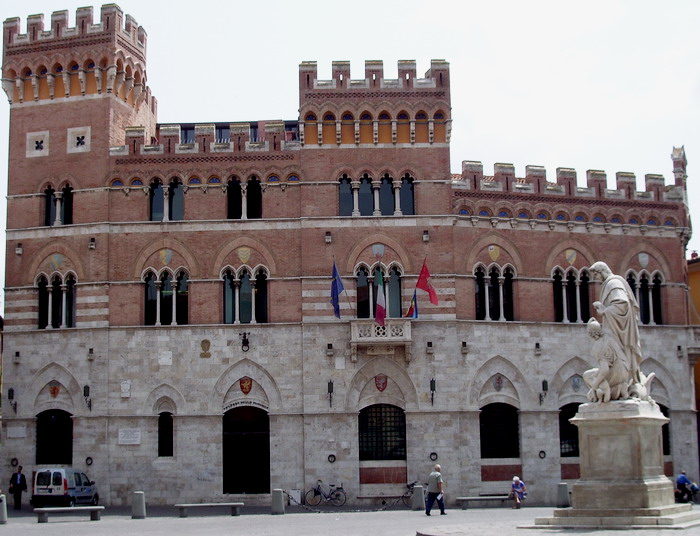
Palau Aldobrandeschi
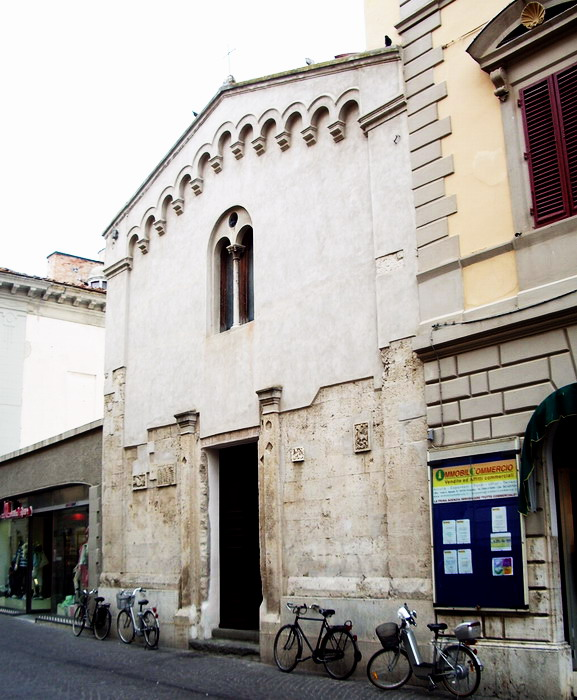
Església de S.Pere
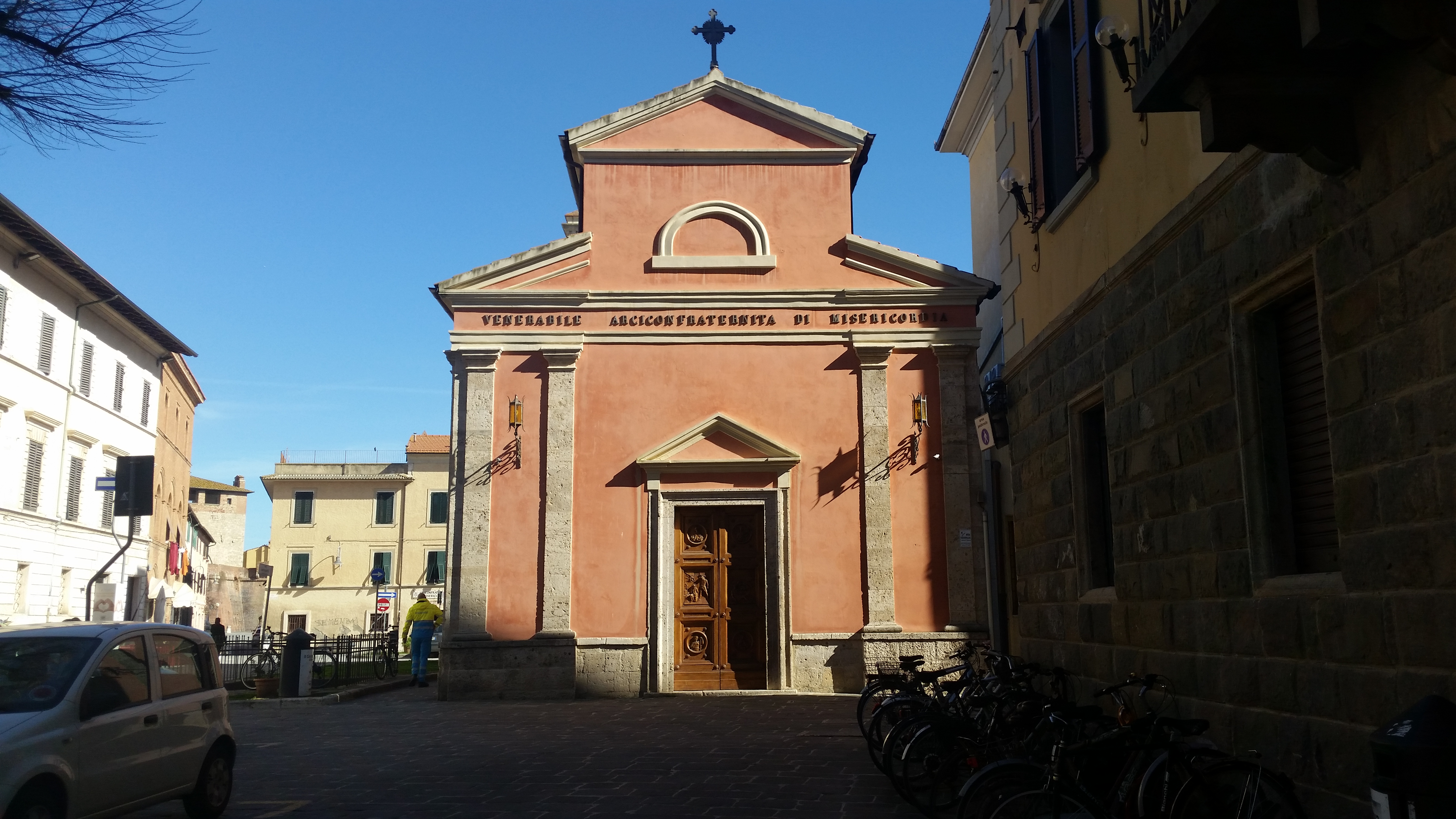
Església de la Misericòrdia
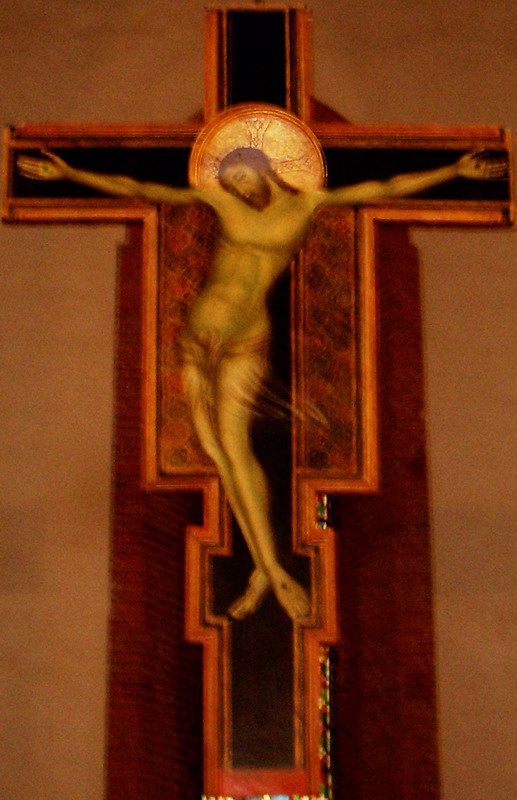
Església de S.Francesc
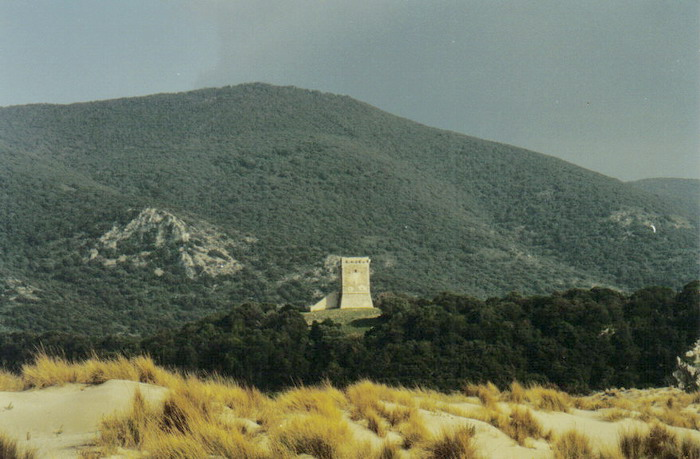
La Torre di Collelungo
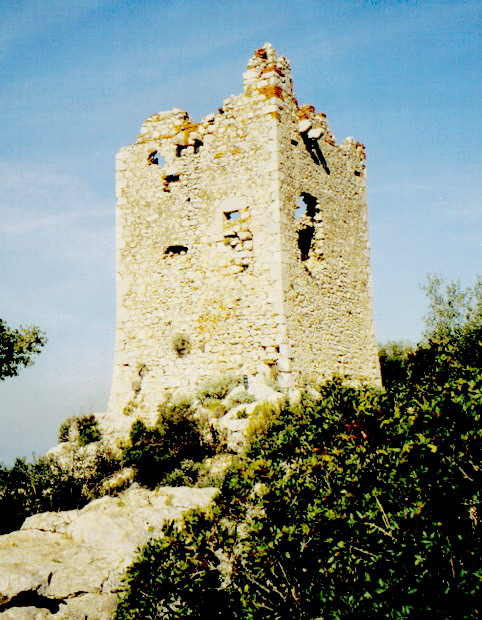
La Torre de Castel Marino
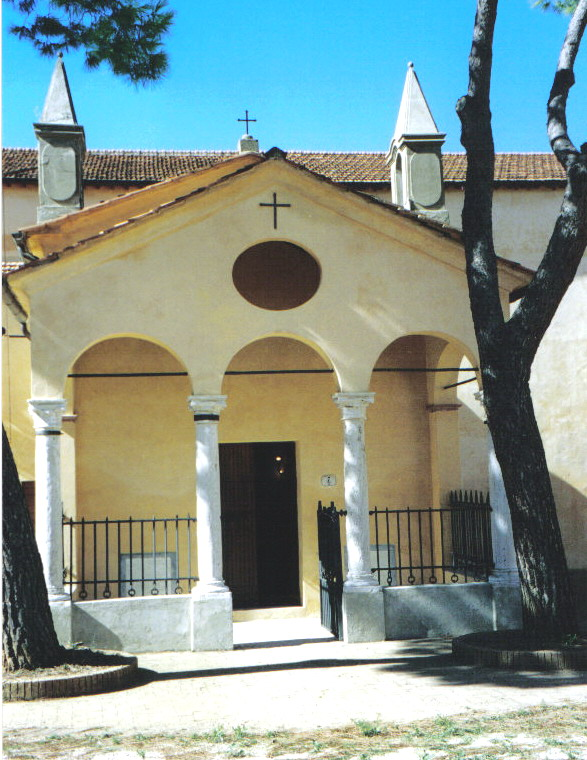
La Capella de Santa Maria a Grancia
Localització de Grosseto